# Фір ібн Малік
Фір ібн Малік (араб. فهر بن مالك, або Фір Курайші (араб. فهر) — один з предків ісламського пророка Магомета, онук Аднана, засновник клану Бану Гашим племені курайшитів. Є найближчим загальним предком десяти найближчих сподвижників пророка Магомета, яких він за життя обрадував звісткою про те, що вони будуть мешканцями раю, оскільки вони усі належали до племені курайшитів.

## Життєпис
Фір ібн Малік захищав Мекку від Гім'яритського царства, яке хотіло перенести Каабу в Ємен. Він розбив війська Гім'яритського царства та захопив у полон їхнього володаря Гасана ібн Абдул Калама, якого випустив після трьох років полону, після сплати ним викупу.